# Parisus
Parisus är ett släkte av tvåvingar. Parisus ingår i familjen svävflugor.

## Dottertaxa tillParisus, i alfabetisk ordning[1]
- Parisus aemulus
- Parisus albiventris
- Parisus ancistrus
- Parisus annuliventris
- Parisus aurantiacus
- Parisus auriferus
- Parisus aurimystax
- Parisus brachyrrhynchus
- Parisus calviniensis
- Parisus damarensis
- Parisus engymetopus
- Parisus eremophilus
- Parisus erroneus
- Parisus eurhinatus
- Parisus extraneus
- Parisus fucatus
- Parisus fusifer
- Parisus globulus
- Parisus impurus
- Parisus inermis
- Parisus kaokoensis
- Parisus karooensis
- Parisus latipectus
- Parisus luteipennis
- Parisus melanus
- Parisus meltoni
- Parisus mesghalii
- Parisus muscoides
- Parisus neoanomalus
- Parisus nomoxerus
- Parisus pallescens
- Parisus pangoniiformis
- Parisus pararufus
- Parisus paterculus
- Parisus perangulus
- Parisus phenacops
- Parisus philoxerus
- Parisus pruinosulus
- Parisus rufescens
- Parisus ruficeps
- Parisus rufilabris
- Parisus rufopurpuratus
- Parisus transitus
- Parisus turneri
- Parisus xanthocerus